# 고성 옥천사 명부전
고성 옥천사 명부전(固城 玉泉寺 冥府殿)은 대한민국 경상남도 고성군 옥천사에 있는 건축물이다.
1985년 11월 14일 경상남도의 문화재자료 제146호옥천사 명부전으로 지정되었다가, 2018년 12월 20일 현재의 명칭으로 변경되었다.

## 개요
옥천사는 신라 문무왕 16년(676)에 의상대사가 세운 절로 여러 차례 고치고 새로 지어 세울 당시의 건물은 없다. 절 이름이 옥천사인 것은 절 뒤에 맑은 샘이 솟아오른다고 하여 붙인 것이다.
명부전은 조선 중기 때 고쳐 지어 오늘에 이르고 있다. 불계에서 영혼을 재판하는 곳으로 현대 사법기관과 마찬가지로 공정하게 영혼들을 재판하여 편히 잠들게 하였다고 한다.

## 참고 문헌
- 옥천사명부전 - 국가유산청 국가유산포털